# Cilunculus scaurus
Cilunculus scaurus là một loài nhện biển trong họ Ammotheidae. Loài này thuộc chi Cilunculus. Cilunculus scaurus werd voor het eerst wetenschappelijk bởi Stock. 1997.